# 加尔拉斯科
加尔拉斯科（義大利語：Garlasco），是意大利帕维亚省的一个市镇。总面积39.03平方公里，人口9809人，人口密度251.3人/平方公里（2009年）。国家统计（ISTAT）代码为018069。